# جهاز لحافي
في علم تشريح الحيوان، الجهاز اللحافي (بالإنجليزية: Integumentary system)‏ هو الغطاء الخارجي للجسم، والذي يشمل الجلد والشعر والحراشف والأظافر والغدد العرقية ومنتجاتها (العرق والمخاط). للجهاز اللحافي العديد من الوظائف. ففي الحيوانات يقوم الجهاز اللحافي بحفظ الماء، وحماية النسج العميقة، وإخراج الفضلات، وتنظيم درجة حرارة الجسم. كما أن الجهاز اللحافي يحتوي على المستقبلات الحسية الخاصة بالألم والضغط والحرارة.

## الجهاز الغلافي جهازًا عضويًا
يعتبر الجهاز اللحافي أكبر أجهزة جسم الحيوان من حيث مساحة السطح. يقوم هذا الجهاز بفصل وحماية وإعلام الحيوان بكل ما يتعلق بالمحيط. اللافقريات صغيرة الحجم والتي تعيش في الأوساط المائية أو الرطبة تقوم بالتنفس عبر غلافها الخارجي أي جهازها اللحافي. هذا النوع من تبادل الغازات الذي يتم بالانتشار البسيط عبر النسيج الخلالي يدعى بتبادل الغازات اللحافي.

## تشريح الجهاز اللحافي
يعتبر الجلد وملحقاته (الشعر، الحراشف، الريش، الأظافر، والغدد خارجية الإفراز) المكونات الأساسية للجهاز اللحافي.
يتألف الجلد من الطبقات التالية:
1. البشرة
2. الأدمة
3. نسيج تحت الجلد

يقوم النسيج تحت الجلد (تحت الأدمة) بحماية العضلات والأنسجة والأعضاء الواقعة تحته. يساعد الشعر على سطح الجلد في المحافظة على درجة حرارة الجسم.
تشمل غدد الجلد:
- الغدد العرقية والتي تفرز العرق لتنظيم درجة حرارة الجسم.
- الغدد الدهنية تفرز الدهن للحفاظ على نعومة ورطوبة الجلد والشعر.
- الغدد الصملاخية تفرز الصملاخ (شمع الأذن) في قناة الأذن.
- الغدد الثديية تفرز الحليب وتوجد في الثديين.

## الوظائف
للجهاز اللحافي أدوار عديدة في الاستباب. جميع أجهزة الجسم تعمل فيما بينها على استقرار الشروط الداخلية اللازمة لكي يقوم الجسم بوظيفته. يعمل الجهاز اللحافي على حماية الجسم، ويعتبر نوعاً ما الخط الدفاعي الأول ضد العدوى وتغيرات درجة الحرارة والعوامل الأخرى المؤثرة على الاستتباب.
وظائف الجهاز اللحافي تتضمن:
- حماية أعضاء وأنسجة الجسم الداخلية.
- حماية الجسم من الكائنات الممرضة.
- حماية الجسم من التجفاف (ضياع السوائل)
- حماية الجسم من التغيرات المفاجئة في درجة الحرارة.
- يساعد في التخلص من الفضلات عن طريق التعرق
- يعمل كمستقبل لإحساسات اللمس والضغط والألم والسخونة والبرودة.
- يحمي الجسم من الحتراق بأشعة الشمس.
- يولد فيتامين د عبر التعرض للأشعة فوق البنفسجية
- يخزن الماء والدهون وفيتامين د.

## الأمراض والأذيات
- طفح جلدي
- البثرات
- حب الشباب
- تقران الجريبات الشعرية
- قدم الرياضي(سعفة القدم)
- العدوى
- كلاس جلدي
- الحروق بأشعة الشمس
- الجدرة
- الجرب